# Chloroclystis mochleutes
Ardonis filicata là một loài bướm đêm trong họ Geometridae.